# Jurong FC
Der Jurong Football Club war ein professioneller singapurischer Fußballverein, der bis 2003 in der ersten Liga des Landes, der S. League, spielte.

## Erfolge
- President’s Cup: 1988, 1989
- Singapore Cup

Finalist: 1999, 2002

## Stadion

Jurong East Stadium

Der Verein trug seine Heimspiele im Jurong East Stadium aus. Das Stadion hat ein Fassungsvermögen von 2700 Personen.
Koordinaten: 1° 20′ 48,5″ N, 103° 43′ 47,7″ O

## Saisonplatzierung
| Saison | Liga      | Liga  | Liga   | Liga | Liga | Liga | Liga  | Liga   | Liga     | Pokal         |
| Saison | Liga      | Level | Spiele | S    | U    | N    | Tore  | Punkte | Position | Singapore Cup |
| ------ | --------- | ----- | ------ | ---- | ---- | ---- | ----- | ------ | -------- | ------------- |
| 1997   | S. League | 1     | 16     | 4    | 3    | 9    | 15:33 | 15     | 7.       | Vorrunde      |
| 1998   | S. League | 1     | 20     | 9    | 4    | 7    | 32:33 | 31     | 5.       | Vorrunde      |
| 1999   | S. League | 1     | 22     | 9    | 4    | 9    | 37:32 | 31     | 6.       | Finalist      |
| 2000   | S. League | 1     | 22     | 8    | 5    | 9    | 30:37 | 29     | 6.       | Vorrunde      |
| 2001   | S. League | 1     | 33     | 15   | 6    | 12   | 65:57 | 51     | 5.       | Vorrunde      |
| 2002   | S. League | 1     | 33     | 13   | 6    | 14   | 47:48 | 45     | 7.       | Finalist      |
| 2003   | S. League | 1     | 33     | 12   | 7-1  | 13   | 35:34 | 51     | 6        | 3. Platz      |

## Ehemalige Spieler
- Tatsuma Yoshida
- Kazuyoshi Matsunaga
- Reijo Linna
- Sixten Boström
- Finn Jensen
- Mohd Rafi Mohd Ali
- Itimi Dickson
- Precious Emuejeraye
- Nazri Nasir
- Park Tae-Won
- Varadaraju Sundramoorthy
- Kuniuraman Kannan
- Darimosuvito Tokijan
- Lim Tong Hai

## Trainer von 1999 bis 2003
| Name                     | Zeit bei Jurong FC | Zeit bei Jurong FC |
| Name                     | von                | bis                |
| ------------------------ | ------------------ | ------------------ |
| Varadaraju Sundramoorthy | 1. Januar 1999     | 31. Dezember 2003  |